# 세미 프로 (영화)
《세미 프로》(영어: Semi-Pro)는 2008년 개봉한 미국의 스포츠 코미디 영화다. 켄트 올터먼이 감독했고, 윌 페럴, 우디 해럴슨, 안드레이 벤저민, 모라 티어니 등이 출연하였다.
다저 스타디움 인근 로스앤젤레스(로스앤젤레스 소방국 트레이닝 센터 체육관), 디트로이트, 미시간주 플린트에서 촬영되었다.
2008년 2월 19일 웨스트우드 프리미어에서 최초로 상영되었고 2월 29일 정식으로 개봉하였다. 2008년 6월 3일 DVD와 블루레이 디스크로 출시되었다. 워너 브라더스 픽처스에 흡수 합병되기 전 뉴 라인 시네마의 마지막 영화였다.

## 줄거리
1976년. 가수 재키 문은 원 히트 원더곡 "Love Me Sexy"로 벌어들인 돈으로 아메리칸 농구 협회(ABA) 팀 플린트 트로픽스를 사들인 뒤 구단주, 감독, 선발 파워 포워드, 경기 전 아나운서를 동시에 맡고 있다.
구단주 회의에서 ABA 회장은 ABA가 전미 농구 협회(NBA)와 합병하게 되었으며 최상위 기록을 낸 ABA 4팀만이 NBA에 속할 예정이라고 밝힌다. 회장은 여기에 매 홈 경기마다 최소 2,000명의 팬이 운집해야만 한다는 조건까지 내건다. 재키는 경기력, 관중 동원력 모두 최하위인 트로픽스가 해체되지 않도록 온갖 수단을 총동원하기 시작한다.

## 출연
- 윌 페럴 - 재키 문 역
- 우디 해럴슨 - 에드 모닉스 역
- 안드레이 벤저민 - 클래런스 위더스 역
- 모라 티어니 - 린 역
- 앤드루 데일리 - 딕 페퍼필드 역
- 윌 아넷 - 루 레드우드 역
- 앤디 릭터 - 보비 디 역
- 데이비드 케크너 - 앨런 올트, ABA 회장 역
- 롭 코드리 - 카일 역
- 맷 월시 - 신부 팻 더 레프 역
- 재키 얼 헤일리 - 듀크스 역
- 디레이 데이비스 - 비 비 엘리스 역
- 조시 브라튼 - 트위기 먼슨 역
- 제이 필립스 - 스쿠치 더블 데이 역
- 피터 코넬 - 버카이디스 역
- 팻 킬베인 - 퍼트렐리 역
- 이언 로버츠 - 샌안토니오 스퍼스 코치 역
- 콜렛 울프 - 멀린다 역
- 필 헨드리 - 브루클린 네츠 코치 역

### 카메오
- 패티 러벨 - 문 부인, 재키의 어머니 역
- 팀 메도스 - 코닐리어스 뱅크스 역
- 제이슨 수데이키스 - 나초를 먹는 팬 역
- 크리스틴 위그 - 곰 조련사 역
- 엘리아 잉글리시 - 퀸시 씨 역
- 에드 헬름스 - 터틀넥 역
- 브라이언 허스키 - 화이트 팬츠 역
- 샬린 이 - 휠체어를 탄 조디 역
- 폴 러스트 - 휠체어를 탄 대런 역
- 조지 거빈 - 식당 손님 역
- 제리 마이너 - 나이트클럽 DJ 역